# Florence Parly
Florence Parly (8 de mayo de 1963) es una alta funcionaria y política francesa. Ejerció de ministra de las Fuerzas Armadas del segundo gabinete de Édouard Philippe, bajo la presidencia de Emmanuel Macron.

## Biografía
Nacida el 8 de mayo de 1963 en Boulogne-Billancourt (Altos del Sena), se graduó en 1984 por Instituto de Estudios Políticos de París. Posteriormente se formó como administradora civil en la Escuela Nacional de Administración (ENA).
Trabajo como asesora de los ministros Michel Durafour y Paul Quilès.
Parly, que ingresó en el Partido Socialista (PS) en 1995, fue nombrada secretaria de Estado de Presupuesto en enero de 1999, durante la «cohabitación» del presidente  conservador Jacques Chirac con el primer ministro socialista Lionel Jospin. Ejerció el cargo hasta 2002.
Se alejó de la política en 2006, incorporándose ese año a Air France, donde permaneció hasta 2014, cuando entró a trabajar en SNCF.
En junio de 2017 fue nombrada ministra de las Fuerzas Armadas. Sucedía así a Sylvie Goulard.